# Beigou
Beigou (kinesiska: 北沟, 北沟镇) är en köping i Kina. Den ligger i provinsen Shandong, i den östra delen av landet, omkring 340 kilometer öster om provinshuvudstaden Jinan. Antalet invånare är 55 856. Befolkningen består av 27 492 kvinnor och 28 364 män. Barn under 15 år utgör 10,0 %, vuxna 15-64 år 75 %, och äldre över 65 år 14,0 %.
Runt Beigou är det mycket tätbefolkat, med 1 177 invånare per kvadratkilometer. Närmaste större samhälle är Donglai, 12,9 km sydväst om Beigou. Trakten runt Beigou består till största delen av jordbruksmark.
Genomsnittlig årsnederbörd är 750 millimeter. Den regnigaste månaden är juli, med i genomsnitt 295 mm nederbörd, och den torraste är januari, med 11 mm nederbörd.